# Dème de Fanári
Le dème de Fanári, en grec moderne : Δήμος Φαναρίου / Dímos Fanaríou, est un ancien dème du district régional de Préveza, en Épire, Grèce. Depuis 2010, il est fusionné au sein du dème de Párga.
Selon le recensement de 2011, la population du dème compte 7 962 habitants.